# Idéal premier
En algèbre commutative, un idéal premier d'un anneau commutatif unitaire est un idéal tel que le quotient de l'anneau par cet idéal est un anneau intègre. Ce concept généralise la notion de nombre premier à des anneaux à la structure moins simple d'accès que l'anneau des entiers relatifs.
Ils jouent un rôle particulièrement important en théorie algébrique des nombres.

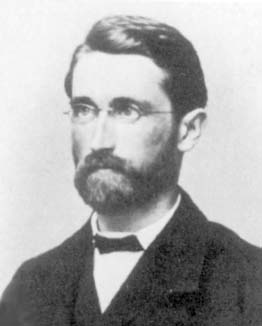
Richard Dedekind (1831-1916), formalisateur du concept d'idéal.

## Motivations

### Théorie des nombres et entiers algébriques
En 1801, dans ses Disquisitiones arithmeticae, Carl Friedrich Gauss développe des arithmétiques sur d'autres anneaux que celui des entiers relatifs. Il utilise particulièrement l'anneau des polynômes à coefficients dans un corps commutatif et l'ensemble des entiers qui portent son nom.
Ces anneaux contiennent des éléments ayant les mêmes propriétés que ceux des nombres premiers, les polynômes irréductibles ou les nombres premiers de Gauss. Cette approche est particulièrement fructueuse, elle permet par exemple de démontrer beaucoup plus simplement le théorème des deux carrés de Fermat et une conjecture particulièrement difficile pour l'époque, la loi de réciprocité quadratique.
Cette approche est généralisée aux entiers algébriques. En 1847, Gabriel Lamé utilise une généralisation brutale et croit avoir démontré le grand théorème de Fermat. Ernst Kummer (1810-1893) montre que l'unicité mentionnée dans le théorème de décomposition en facteurs premiers n'est plus assurée. Il développe les nombres complexes idéaux pour retrouver une unicité à travers un nouveau concept.
Ce concept ayant pour objectif de pallier les insuffisances des propriétés des nombres, est formalisé par la notion d'idéal, à la suite des travaux de Richard Dedekind. Il existe plusieurs propriétés pour caractériser les différents idéaux. Dans les cas simples où l'anneau est principal, tout idéal correspond à un élément de l'anneau, et les idéaux premiers correspondent aux éléments de l'anneau qui sont « premiers » au sens où, comme les nombres premiers, ils vérifient le lemme d'Euclide : tout élément premier qui divise un produit divise l'un des deux facteurs. Dans un anneau factoriel, cette notion d'élément premier coïncide avec celle d'élément irréductible, caractérisation plus usuelle des nombres premiers par le fait que dans toute décomposition en deux facteurs, l'un au moins est inversible. Dans les cas plus complexes, comme les anneaux de Dedekind, le concept d'idéal premier reste opérationnel, alors que celui d'élément premier perd largement sa puissance opératoire.

### Géométrie algébrique
Les variétés algébriques sont les objets de base de la géométrie algébrique. Elles correspondent à une géométrie définie par des équations algébriques. Un des buts de la géométrie algébrique est le classement des différentes variétés. La notion d'idéal premier est à la base de la décomposition des variétés en variétés irréductibles.
De même qu'un polynôme peut être étudié sous l'angle de l'idéal associé de l'anneau des polynômes, une variété algébrique peut être définie par l'idéal des polynômes qui s'annulent sur cette variété. Une variété est alors parfaitement classée par la donnée des idéaux premiers de polynômes qui s'annulent sur elle. À chaque idéal premier correspond une sous-variété irréductible.
L'association de la géométrie et de l'arithmétique ouvre la voie à la démonstration de nombreux théorèmes. Elle est, par exemple, à la base de la démonstration du grand théorème de Fermat par Andrew Wiles en 1994.

## Définitions

### Idéal premier
Soit A un anneau commutatif unitaire. Un idéal I de A est dit :
- premier si le quotient A/I est intègre. En particulier :
  - tout idéal premier de A est propre, c'est-à-dire différent de A (en effet, l'anneau nul n'est par définition pas intègre),
  - l'idéal nul est premier si, et seulement si, A est intègre ;
- maximal si A/I est un corps.

### Propriétés équivalentes à la définition
Soit A un anneau commutatif unitaire.
On dispose de la caractérisation suivante des idéaux premiers :
- Un idéal propre I de A est premier si et seulement si

Cette proposition rappelle le lemme d'Euclide qui s'énonce ainsi : « si un entier supérieur à 1 est premier, chaque fois qu'il divise un produit, il divise l'un des facteurs ».
De manière équivalente :
- Un idéal propre est premier si et seulement si chaque fois qu'il contient le produit de deux idéaux, il contient l'un ou l'autre.

Cette propriété peut être affinée :
- Un idéal propre est non premier si et seulement s'il existe deux idéaux dans lesquels il est strictement contenu et dont il contient le produit.

Par conséquent, tout idéal premier est irréductible : s'il est égal à l'intersection de deux idéaux alors il est égal à l'un ou l'autre (puisqu'il contient leur produit et qu'il est premier).

## Exemples

### Entiers relatifs
Dans l'anneau ℤ des entiers relatifs, un entier non nul n est un élément premier au sens de la définition précédente si et seulement si l'anneau ℤ/nℤ est intègre, c'est-à-dire si n est égal ou opposé à un entier naturel premier au sens usuel.
La définition d'élément premier de ℤ correspond donc à la définition usuelle de nombre premier aux inversibles près (dans ℤ, les éléments inversibles sont 1 et –1). Or tout idéal de ℤ est « associé » à deux entiers : un entier naturel et son opposé. Par convention, on choisit, comme générateur canonique de l'idéal, celui des deux qui est positif. Cette convention fournit une bijection entre idéaux premiers non nuls et nombres premiers, et permet une expression plus simple du théorème fondamental de l'arithmétique.

### Anneau des polynômes

#### Polynômes à coefficients dans un corps
L'anneau K[X] des polynômes (en une seule variable) à coefficients dans un corps K est, comme ℤ, euclidien donc principal : tout idéal est composé des multiples d'un polynôme unitaire, et les idéaux premiers non nuls sont en bijection avec les polynômes premiers unitaires.
Cependant, la tradition est de parler plutôt de polynômes irréductibles que de polynômes premiers : d'après la définition ci-dessus, un polynôme de K[X] est irréductible si, et seulement s'il est non constant et si toute décomposition en deux facteurs contient un élément inversible.
En fait, ces deux notions coïncident dans cet anneau de polynômes, de même que dans celui des entiers. Cet état de fait est général dans les anneaux intègres à PGCD, en particulier (cf. infra) les anneaux principaux.
En revanche, dans un anneau de polynômes en plusieurs variables sur un corps, un idéal, même premier, n'est pas toujours principal (exemple : l'idéal (X, Y)).

#### Polynômes à coefficients dans ℤ
Les idéaux premiers de ℤ[X] sont,,, :
- (0) ;
- (f) où f est un polynôme irréductible (éventuellement constant) ;
- (p, f) où p est un nombre premier et f un polynôme unitaire irréductible modulo p.

### Anneau des entiers de Gauss
Les entiers de Gauss forment un anneau euclidien. À chaque idéal correspond une classe d'association engendrant l'idéal, les notions d'idéaux premiers non nuls correspondent aux nombres premiers de Gauss, les éléments premiers – ou : irréductibles – de l'anneau.

## Propriétés

### Idéaux principaux premiers et éléments premiers dans un anneau
Dans un anneau commutatif A :
- Un élément a de A est dit premier si l'idéal a.A est premier et non nul.
- Un élément a de A est dit irréductible s'il n'est ni nul, ni inversible, ni produit de deux éléments non inversibles.

Lorsque I est l'idéal (p) des multiples d'un élément p non nul, la définition se reformule en : « l'idéal (p) est premier si et seulement si l'élément p est premier ».
- tout élément premier est irréductible, sous réserve que A soit intègre ;
- p est irréductible si et seulement si (p) est maximal parmi les idéaux principaux propres de A ;
- tout idéal maximal est premier.

### Idéaux premiers dans un anneau principal
En combinant toutes ces propriétés, on obtient :
Si p est un élément non nul d'un anneau principal, les propositions suivantes sont équivalentes :
1. (p) est premier ;
2. p est premier ;
3. p est irréductible ;
4. (p) est maximal.

### Image réciproque
Si ψ est un morphisme d'anneaux (commutatifs et unitaires) de A dans B, et P un idéal de B, on sait que l'image réciproque Q de P par  ψ est un idéal de A. Dans ces conditions, si P est premier alors Q aussi.
Cette propriété s'applique souvent au cas où A est un sous-anneau de B, le morphisme ψ étant alors simplement l'injection canonique. Elle se formule alors ainsi :

Si A est un sous-anneau de B et P un idéal premier de B alors P∩A est un idéal premier de A.
La bijection entre les idéaux d'un anneau quotient A/I et les idéaux de A qui contiennent I se restreint aux idéaux premiers :

Les idéaux premiers d'un anneau quotient A/I sont les images Q/I des idéaux premiers Q de A qui contiennent I.
C'est cette fonctorialité qui motive le choix des idéaux premiers dans la définition du spectre d'anneau, plutôt que des idéaux maximaux.

### Nilradical, radical d'un idéal
On définit le nilradical d'un anneau commutatif unitaire A comme l'ensemble de ses éléments nilpotents. On dispose alors de l'énoncé suivant (dont la preuve utilise le lemme de Zorn) :

Le nilradical d'un anneau non nul est l'intersection de tous ses idéaux premiers.
Plus généralement, on en déduit par un passage au quotient que :

Le radical d'un idéal propre I est l'intersection des idéaux premiers contenant I.